# Bayer-Philharmoniker

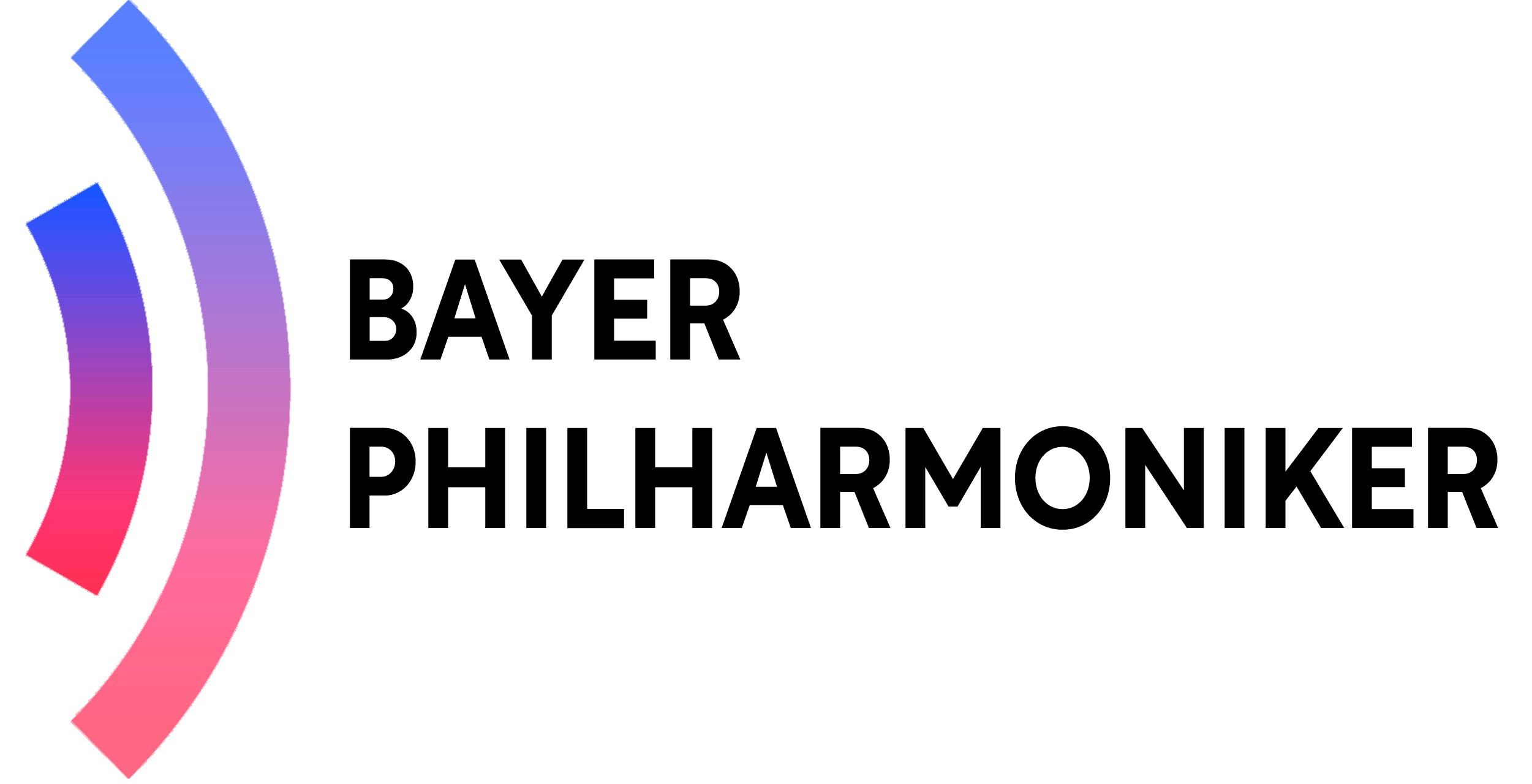
Logo der Bayer Philharmoniker

Die Bayer Philharmoniker (auch Bayer-Philharmoniker) sind ein semiprofessionelles Sinfonieorchester mit Standort Leverkusen. Das Orchester ist aus dem Werksorchester der Bayer AG hervorgegangen und nannte sich bis 1930 „Philharmonisches Werkorchester der I.G. Farbenindustrie, Werk Leverkusen“.
Trägerverein ist der „Bayer-Philharmoniker Leverkusen e.V.“. Das Orchester finanziert sich aus Konzerteinnahmen und der jährlichen Spende seines exklusiven Sponsors und Namenspaten. Der Verein vertritt, organisiert und bezahlt die Bayer-Philharmoniker. Bis 2011 wurde das Orchester von der Kulturabteilung von Bayer, heute „Bayer Kultur“, verwaltet.
Die Bayer Philharmoniker konzertieren regelmäßig im Erholungshaus Leverkusen im Rahmen des stARTfestivals von Bayer Kultur, gestalten mit der Stadt Leverkusen Konzerte im Forum Leverkusen, und sind regelmäßig Teilnehmer an der Konzertreihe im Altenberger Dom.

## Geschichte
Zu Beginn des 20. Jahrhunderts trafen sich neun Kollegen anfangs wöchentlich in der Berufsschule, später im Schlafsaal der Feuerwache, um zusammen zu musizieren. 1904 entstand daraus ein Streichorchester mit 22 Musikern, das am 30. April 1905 das erste Mal öffentlich auftrat. 1913 kam es zu einem ersten regulären Konzert. Während des Ersten Weltkriegs kam der Konzertbetrieb zum Erliegen, erst 1920 gab es wieder ein öffentliches Konzert. Als „Philharmonisch“ bezeichnen sich die Musiker erst seit 1928.
1935 wurde der Kammermusiker Erich Kraack (1898–1975) künstlerischer Leiter des Orchesters. Kraack war Konzertmeister im Frankfurter Rundfunk-Symphonie-Orchester und Nachfolger Hindemiths im Amar-Quartett. Ihm gelang die Einbindung der „Leverkusener Philharmoniker“ in die Abonnementsveranstaltungen des Konzertrings der Bayer Kulturabteilung. 1940 unternahm das Orchester eine 14-tägige Konzertreise durch Holland. In den letzten Monaten des Krieges wurde Kraack zur Wehrmacht einberufen, konnte aber schon im Juni 1945 seine Arbeit mit dem Orchester fortsetzen. 1954 konzertierte das Orchester anlässlich des 50. Jubiläums in mehreren Landeshauptstädten der Bundesrepublik – nach Auskunft der Fachpresse vor insgesamt 12.000 Menschen. Besondere Highlights waren die Gastdirigate von Hans Pfitzner 1942 und Paul Hindemith 1958 sowie die Zusammenarbeit mit Solisten wie Friedrich Gulda, Arthur Grumiaux, Claudio Arrau und Edith Peinemann. Erich Kraack prägte das Konzert- und Kulturleben der Stadt Leverkusen 36 Jahre lang.
1972 wurde Rainer Koch (1933–2022) sein Nachfolger als Orchesterleiter. Koch war Opernkapellmeister in Essen und Köln und später Bielefelder Generalmusikdirektor. Unter seiner Leitung erlangten die Philharmoniker internationale Aufmerksamkeit. Sie unternahmen Konzertreisen an Bayer-Standorte weltweit und traten mit namhaften Solisten auf: z. B. Mischa Maisky, Frank Peter Zimmermann, Christoph Poppen, Sigfried Palm, Boris Pergamenschikow, Antje Weithaas und Renaud Capuçon. Fast vier Jahrzehnte formte GMD Rainer Koch das Werksorchester und baute den internationalen Ruf der Bayer-Philharmoniker erfolgreich aus.
2011 wurde Bernhard Steiner neuer Chefdirigent. Unter der Leitung von Bernhard Steiner führte das Orchester neben dem klassischen Repertoire auch einige Crossover-Projekte durch, beispielsweise zusammen mit David Garrett im Leverkusener Fußballstadion, der BayArena, oder mit dem türkischen Schlagerstar Sertab Erener. Herausragend auch das Holocaust-Oratorium „I Believe“ von Zane Zalis.
Ab 2021 dirigierte die junge Israelin Bar Avni die Philharmoniker. Mit ihr konzertierte das Orchester 2022 in Tel Aviv und Haifa. Bar Avni gewann 2024 den renommierten Dirigentenwettbewerb „La Maestra“ in Paris.
2025 hat der Spanier Jesús Ortega Martinez das Chefdirigat und die künstlerische Leitung der Bayer Philharmoniker übernommen.

## Belege
1. ↑  leverkusen.de
2. ↑  bayer-philharmoniker.de
3. ↑  Reviews. Abgerufen am 15. Mai 2024.
4. ↑  Kölner Kammerorchester - Orchestergeschichte, abgerufen am 15. Mai 2024
5. ↑  Philharmoniker: Dirigent Rainer Koch (88) ist tot Nachruf, Rheinische Post, abgerufen am 15. Mai 2024
6. ↑  Bernhard Steiner Berliner Symphoniker, abgerufen am 15. Mai 2024
7. ↑  Holocaust-Oratorium Rheinische Post, 11. März 2019, abgerufen am 15. Mai 2024
8. ↑  Frank Weiffen: Erholungshaus liegt Dirigentin Bar Avni beim Jubiläum zu Füßen Kölner Stadt-Anzeiger, abgerufen am 15. Mai 2024
9. ↑  Jesús Ortega Martínez | Dirigent. Abgerufen am 10. Januar 2025 (deutsch).